# José Miguel Zafra Sánchez
Miguel Zafra Sánchez, més conegut com a Míchel (La Victoria, 20 de març de 1974) és un exfutbolista i entrenador andalús.

## Trajectòria
Es va formar a les categories inferiors del Séneca, per passar al juvenil del Sevilla FC. Ací va militar en les diferents categories fins a arribar al primer equip la temporada 95/96, en la qual jugaria dos partits a la màxima categoria, contra el València i el Compostela.
En vista que no trobava lloc en un Sevilla on primaven els fitxatges comunitaris, va baixar a Segona B, a les files de l'Almeria (96/97) i del Granada CF (97/98). La temporada 98/99 s'incorpora a l'altre club d'Almeria, el Polideportivo, on roman eixa temporada i mitja de la següent, quan es veu obligat a deixar el club per la seua desaparició. Acaba la temporada el Benidorm CD. Després, va jugar en equips de Tercera, com Los Palos i el Roquetas, fins a penjar les botes el 2003.
Ha seguit vinculat al món del futbol com a entrenador, fent-se càrrec d'equips com el Séneca o el de la seua ciutat natal, La Victòria.